# دهستان صحرارود
دهستان صحرارود نام دهستانی در بخش مرکزی شهرستان فسا، استان فارس در ایران است. براساس سرشماری مرکز آمار ایران در سال ۱۳۸۵، جمعیت آن ۹۳۴۲ نفر (۲۲۸۷ خانوار) بوده‌است.